# 荒唐阿姨
《荒唐阿姨》（英語：Absolutely Fabulous）是英國的一部情景喜劇，主演珍妮弗·桑德斯和乔安娜·拉姆利分飾艾迪娜·曼森（Edina Monsoon）和帕齊·斯通（Patsy Stone）。曼森和斯通是兩位中年女性，但始終執著追求時尚，加上酗酒、吸毒，因而做出了許多荒唐可笑的事情。
它影響了《Cybill》等多部海外電視劇。2000年英国电影協會將其排在最偉大100部英國電視劇中的第17名。2016年《荒唐阿姨大电影》首映。

## 外部連接
- 在BBC Programmes了解《荒唐阿姨》（英文）

- 英国喜剧向导网站上的《荒唐阿姨》（英文）
- 互联网电影数据库（IMDb）上《Absolutely Fabulous》的资料（英文）
- epguides.com上《Absolutely Fabulous》的資料
- Absolutely Fabulous （页面存档备份，存于） at British TV Comedy Guide
- Absolutely Fabulous （页面存档备份，存于） at Episode World
- 《荒唐阿姨》 ，BFI的Screenonline
- 互联网电影数据库（IMDb）上《"French and Saunders" – Gentlemen Prefer Blondes》的资料（英文） (episode contains skit Modern Mother and Daughter)